# Lone Elm
Lone Elm är en ort i Anderson County i Kansas. Vid 2020 års folkräkning hade Lone Elm 27 invånare.